# Johanna von Clermont

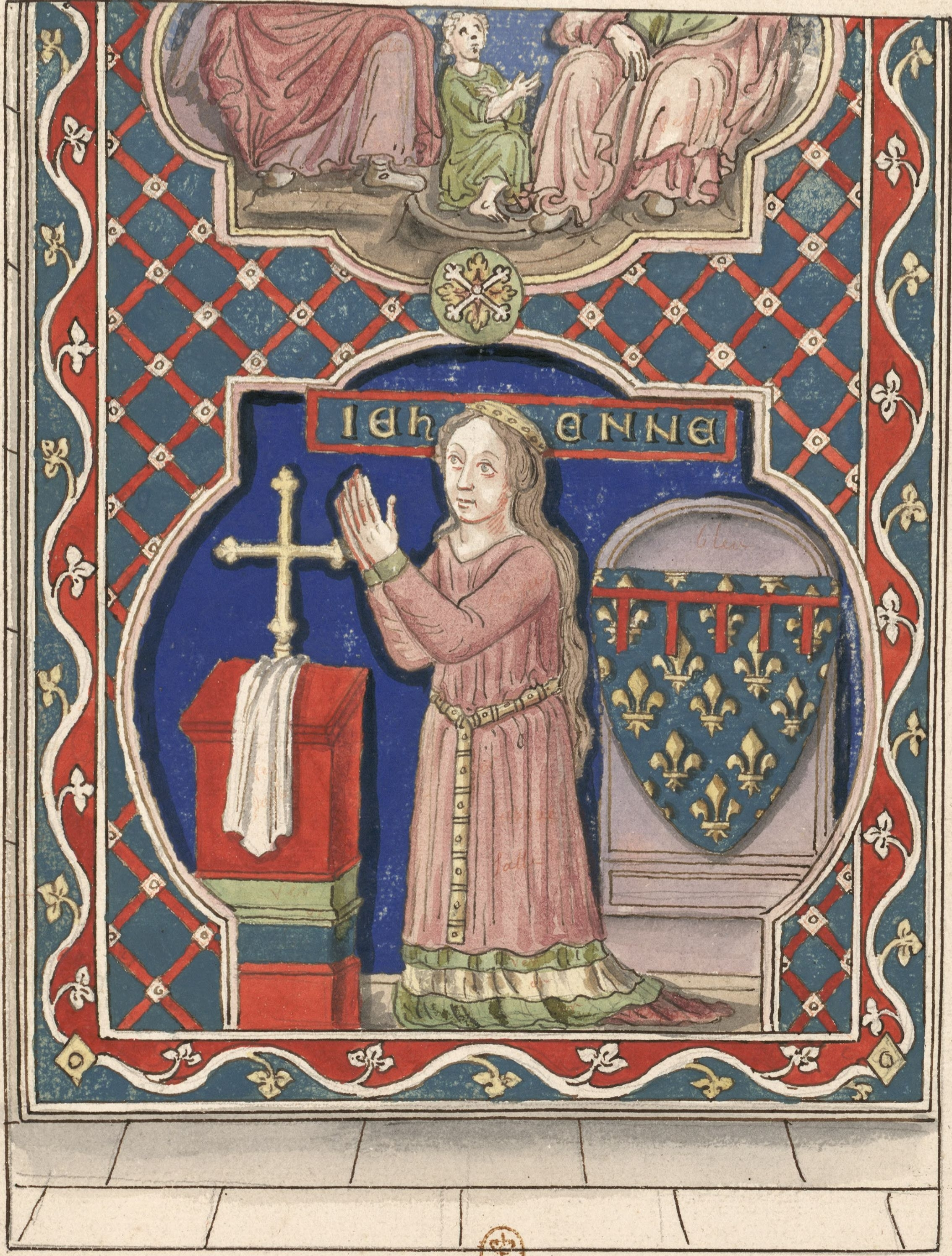
Darstellung von Johanna von Clermont

Johanna von Clermont († 1252) war eine französische Angehörige der Königsdynastie der Kapetinger als Enkelin väterlicherseits von König Philipp II. August. Sie war das einzige Kind des Prinzen Philipp Hurepel († 1234) und der Gräfin Mathilde von Dammartin († 1259).
Johannas Geburtsjahr ist unbekannt. Erstmals wird sie nach dem Tod des Vaters in einer Urkunde ihrer Mutter vom Mai 1236 genannt. Noch im Dezember desselben Jahres ist sie mit Walter von Châtillon verlobt worden, dem Erben der Grafschaften Nevers, Auxerre und Tonnerre. Die Hochzeit fand 1236 statt. Johanna selbst war väterlicherseits Erbin der Grafschaft Clermont, sowie eines Teils der Grafschaft Mortain und war mütterlicherseits die Anwärterin auf die Grafschaften Boulogne und Dammartin. Obwohl sie seit dem Tod ihres Vaters 1234 nominell die Gräfin von Clermont war, hat Johanna den gräflichen Titel nie geführt, wohl weil zeit ihres Lebens ihre Mutter und deren zweiter Ehemann Alfons von Portugal die tatsächlichen Amtsgeschäfte geführt haben. In ihren eigenen Urkunden nannte sie sich stets „Tochter Philipps“ oder „Erbin von Clermont“. Im Jahr 1248 ist ihr Mann im Gefolge König Ludwigs IX. auf den Sechsten Kreuzzug gezogen, auf dem er im April 1250 in Ägypten gegen die Mamluken gefallen ist. Aus der Ehe sind keine Kinder hervorgegangen.
Im November 1251 hat Johanna ihrem Cousin Matthäus von Trie den Wald von Hez geschenkt um dessen Herrenhaus zu Plessis-Billebaud mit einem einträglichen Landgut auszustatten. Am 28. Dezember 1251 tätigte sie in La Neuville-en-Hez, als ihre letzte Handlung, eine Schenkung an eine religiöse Einrichtung in Beauvais. Womöglich war sie zu diesem Zeitpunkt bereits erkrankt, weshalb diese Schenkung zugunsten ihres zukünftigen Seelenheils verstanden werden kann. Jedenfalls ist sie kurz darauf, wohl in den ersten Januartagen 1252 gestorben. Da sie keine Erben hinterlassen hatte, sind ihre Besitzungen als erledigte Lehen an die königliche Domäne zurückgefallen.